# داشه
داشه (به لهستانی:  Dasze) یک روستا در لهستان است که در گمینا کلشچله واقع شده‌است.